# Museo Casa del Risco

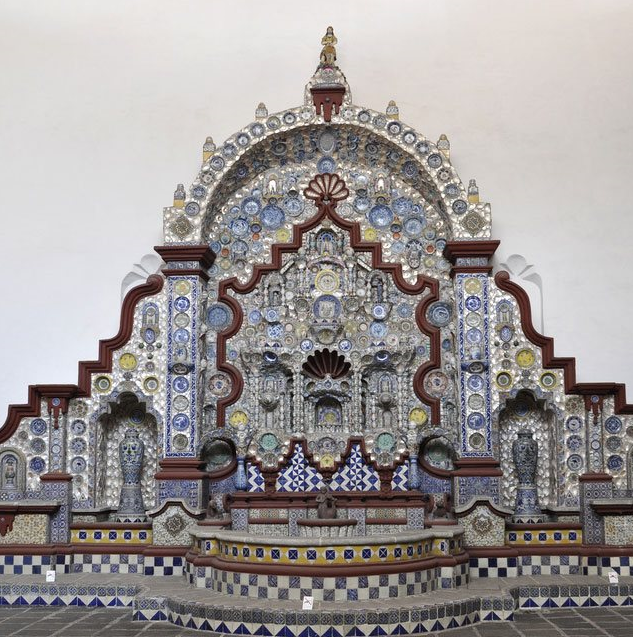
Fuente del Risco ubicada en el patio de la casa del actual Museo del Risco

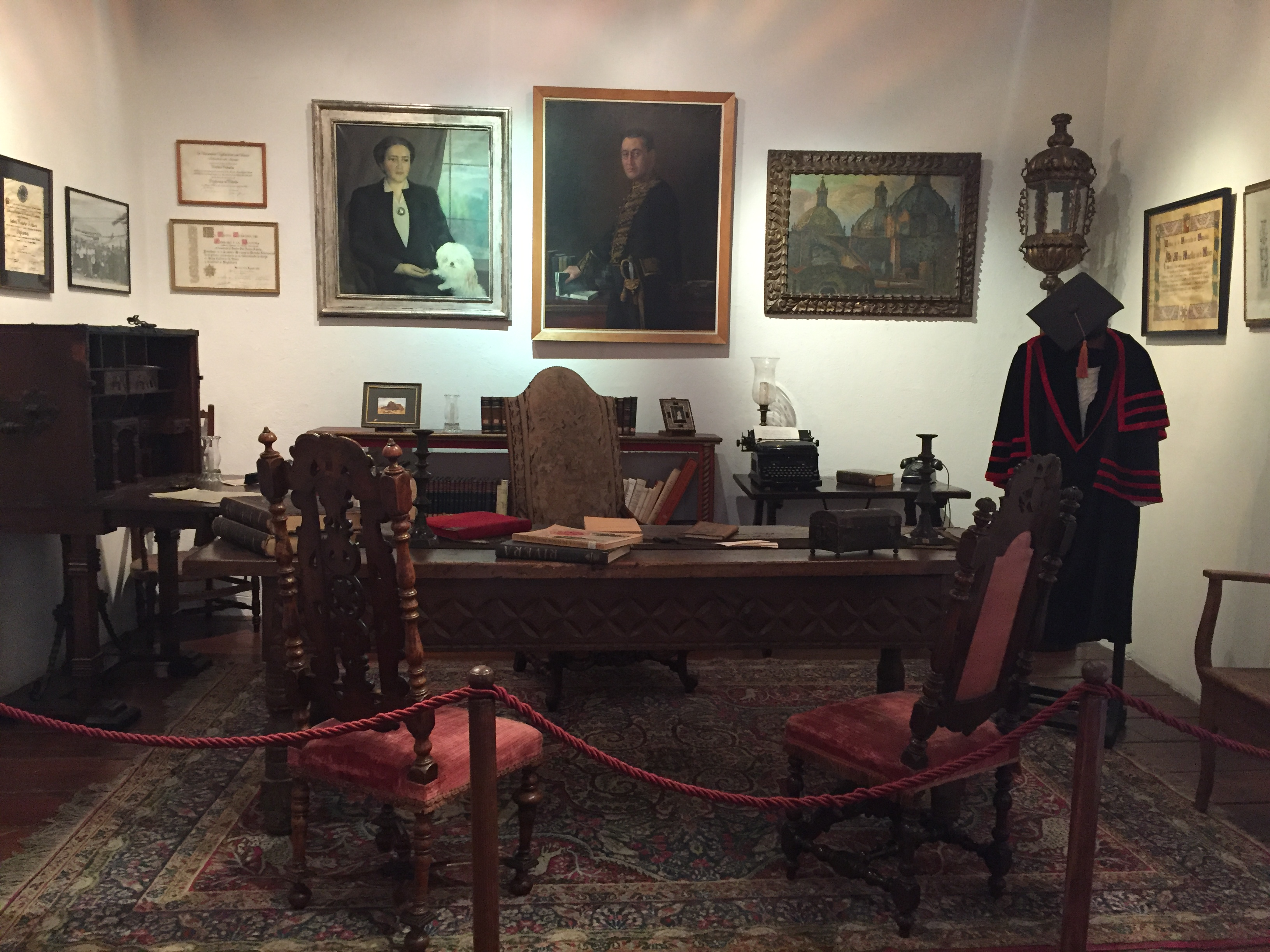
Vista del estudio

El Museo Casa del Risco  es actualmente un centro cultural ubicado en el popular barrio de San Ángel (Ciudad de México) fue fundado en 1958 para exhibir obras mexicanas y europeas de pintura, escultura, artes aplicadas textiles, así como diversas manifestaciones del arte adquiridas por el abogado, historiador, académico y político mexicano Isidro Fabela, antiguo dueño de la casa quien en conjunto con el Banco de México creó un fideicomiso con su nombre donde se propuso donar junto con su esposa Josefina Eisenmann de Fabela este recinto histórico al pueblo mexicano junto con su valiosa colección de arte, biblioteca, fototeca, hemeroteca y archivos históricos que adquirió a lo largo de su vida, las cuales ahora conforman parte de las siete salas de exhibición de lo que es conocido como el primer museo donado por un particular en México.

## Historia
En sus inicios y antes de convertirse en la Casa del Risco, este monumento histórico del siglo XVIII, fue ocupado como convento por los frailes dominicos y carmelitas en el siglo XVI, después fungió como cuartel para los yanquis en la intervención estadounidense, y también sirvió de hospital para los heridos durante la Guerra de Intervención.
Finalmente después de un siglo el ilustre político participante en la Revolución adquirió este terreno en 1933 y lo restauró en una casa de antaño ultrabarroca. 

## Diseño de la Casa
La casa fue diseñada arquitecturalmente con un aspecto virreinal propio del siglo XVIII, cuenta con una distinguida fachada blanca que tiene un peculiar tono "rojo indio" propio de ese siglo que se puede observar en algunas cuarteaduras del edificio el cual cuenta con dos pisos y un mirador,  balcones de herrería, amplios corredores y en el interior de la casa una escalera principal adornada con óraculos, en este lugar también se encuentran las habitaciones alrededor del patio central, (que actualmente se ocupa como sala de exhibición),  y al que se asoman dos tipos de gárgolas, las primeras son las de la azotea que funcionaban como desagüe de la lluvia,  y las segundas del primer piso que sirven para extraer el agua de las macetas a través de un canal central donde finalmente y como signo más emblemático está la fuente del risco ubicada en el patio de la casa.

## Fuente del Risco
La muy emblemática fuente del risco con más de 8 metros de altura forma parte del tesoro Artístico de México, fue reconocida el 8 de mayo de 1963 por ser una pieza de arte ultrabarroca mexicana elaborada con pedacería de concha nácar real, azulejo, porcelana, platos, tazas, traídas principalmente de China hacia el territorio mexicano que en ese entonces era denominado La Nueva España; dichos pedazos de piezas rotas con los que se construyó la fuente fueron denominados "riscos" , de los cuales proviene el nombre de la fuente del risco la cual por ser un punto de referencia de la casa hizo que así se le denominara al Museo y a pesar de que se desconoce al autor, se cree que era un arquitecto especializado en el arte ultrabarroco del cual pocos monumentos se tienen actualmente.

## Salas de exhibición
El museo cuenta con 7 salas permanentes donde se encuentra obras de arte mexicano barroco, arte europeo sobre paisajes y retratos y finalmente las habitaciones más importantes de la casa que permanecen intactas desde que la deshabitaron sus dueños estas son: El Comedor, La Recámara y el Estudio de los Fabela.
Salas permanentes:
- Sala I. Arte Barroco Religioso
- Sala II. Arte Religioso Europeo
- Sala III. Arte Barroco Civil
- Sala IV. Pintura de paisaje y escenas costumbristas
- Sala V. Retrato europeo de reyes y nobles
- Sala VI. Comedor del matrimonio Fabela
- Sala VII. Estudio de Isidro Fabela